# Samsarasuchus pamelae
Samsarasuchus pamelae — вид примітивних архозаврів родини протерозухів (Proterosuchidae). Описаний у 2023 році. Скам'янілості рептилії виявлені у відкладеннях формації Панчет у штаті Західний Бенгал на сході Індії.

## Назва
Родовий епітет Samsarasuchus утворено санскритським словом «Saṁsāra», яке в індуїзмі пов'язане з циклом переродження, існування та смерті, що стосується відродження екосистем після масового вимирання в кінці пермського періоду, та «Σοῦχος» (Suchus), що є назвою єгипетського крокодилоподібного божества з двома головами Себек або Собек давньогрецькою мовою, яка використовується як закінчення (-suchus) родів архозаврів.
Видовий епітет pamelae вшановує британську палеонтологиню Памелу Лемплуг Робінсон (1919—1994) на взнак її внеску в індійську палеонтологію хребетних і особливо за те, що вона підштовхнула до відновлення інтересу до палеонтології хребетних формації Панчет у 1960-х роках після тривалого розриву у дослідженнях з кінця ХІХ ст. Крім того, Памела Робінсон очолила експедицію, в результаті якої було виявлено кілька зразків цього виду.